# アイヌ名
アイヌ名（あいぬめい）は、アイヌ語による人名。アイヌ語では、「アイヌ・レ」（Ainu re）である。

## 概要
伝統的なアイヌの人生儀礼では、生まれてすぐの赤子には名前をつけなかった。きれいなものを好むという病魔に嫌われるよう「シオンタㇰ」（糞のかたまり）、「セタシ」（犬の糞）など汚い幼名で赤子を呼び、成長してある程度の個性が現れるようになった4歳から9歳ぐらいまでに、本式の名前がつけられる。死んだ人間の名前をそのままアイヌ名にすることは避けられ、また同じコタンの住人との同じアイヌ名は避けられてきた。
男女の区別があり多くの場合、男性名には「アイヌ」（人）、「クㇽ」（者）などの語が使用され、女性名には「コㇿ」（所有する）、「メノコ」（女）、「マッ」（女）などの語が使用されている。。

## 歴史
1780年代まで、アイヌはほぼ全員がアイヌ語による名のみを名乗っていた。1669年に松前藩に対する武装蜂起を起こしたシャクシャインを始め、18世紀以前の著名なアイヌはほぼアイヌ名のみが伝えられ、日本語による名は伝えられていない。ただし、シャクシャインの戦い当時の日本海沿岸、余市アイヌの長は「八郎右衛門」と名乗っており、ごくまれには日本語名を名乗るアイヌも存在した。
東蝦夷地の幕府領組み入れが行われた1799年頃より、日本語名を名乗るアイヌが増え始める。1807年の冬に斜里郡で発生した津軽藩士殉難事件の顛末を書き残した津軽藩士・斎藤勝利は、現地で「弁慶」と名乗るアイヌ青年に出会っており、弘化元年（1844年）から安政4年（1857年）にかけて北海道を何度も訪問した松浦武四郎の著作「近世蝦夷人物誌」には、アイヌの名前として「三五郎」「市助」「金太郎」などの日本語名が見いだせる。しかし、それでもアイヌ名以外の名前を持たないアイヌが圧倒的に多かった。
明治維新後の戸籍制度より、アイヌも日本語名を持つことが義務化されるようになる。しかし、アイヌ名を名乗ることそのものは可能だった。1847年生まれの「イカシパ」というアイヌ名をもつ辨開凧次郎、1867年生まれの「ヤヨマネクフ」というアイヌ名を持つ山辺安之助がその例である。
時代が下がるにつれ、アイヌ名を名乗らないアイヌも増えてきた。1902年生まれの最後の樺太アイヌ語話者の浅井タケは、「タハコナンナ」というアイヌ名をもっていた。1903年生まれの知里幸恵、1909年生まれの知里真志保は、アイヌ名が伝えられていない。
アイヌの間でアイデンティティの確立が求められている中で、あえて、アイヌ名を名乗る場合もある。1931年生まれの砂澤ビッキも、「砂澤恒雄」という戸籍名よりも、「ビッキ」（蛙）なるアイヌ語による名前を名乗っていた。1946年生まれの山道康子も、「アシリ レラ」（新しき風）というアイヌ名を名乗っている。1946年生まれの戸籍名「豊岡征則」は、アイヌ名の「アト゚イ」（海）で、音楽活動を展開している。